# Южный автовокзал (Кишинёв)
 Южный автовокзал (рум. Gara de Sud) — один из трёх автовокзалов города Кишинёва. Расположен в секторе Чентру по адресу улица шоссе Хынчешть, 145. Автовокзал обслуживает как пассажирские перевозки внутри Республики Молдова, так и ряд зарубежных направлений (Болгария, Германия, Греция, Румыния, Украина).

## О вокзале
Южный автовокзал Кишинёва был построен на Котовском шоссе (нынешнее название — шоссе Хынчешть) в 1982 году, на окраине города Кишинёва. К тому времени возникла потребность разгрузить Центральный автовокзал города. На автостанцию Южная (так в то время назывался нынешний автовокзал) были переведены рейсы по МССР в южном направлении, а также в некоторые населённые пункты юга Украины (Вилково, Рени, Измаил и другие).
В 2000-х годах на Южный автовокзал в целях разгрузки Центрального автовокзала (с которого в настоящее время отправляются преимущественно пригородные маршруты) были переведены также ряд международных рейсов (в южном направлении и в Западную Европу).

## Маршруты

### Междугородные
| - Баймаклия - Басарабяска - Баскалия - Баурчи - Бешгиоз - Бештемак - Богичень - Бужор - Буцень - Валя-Пержей - Васиень - Вишнёвка - Войнеску - Вулканешты | - Джурджулешть - Драгушений-Ной - Етулия - Жавгур - Кагул - Казаклия - Кайраклия - Калмацуй - Кантемир - Капаклия - Каракуй - Карбалия - Карпинены - Комрат | - Конгаз - Копчак - Котул Морий - Коштангалия - Красноармейское - Леова - Леушень - Липовень - Милештий Мичь - Минджир - Мирешть - Михайловка - Молешты - Немцень | - Новосёловка - Ораки - Пашкань - Перень - Плопь - Поганешты - Пожарень - Садаклия - Светлый - Секарень - Селемет - Сэрата Рэзешть - Сэратика Веке - Тараклия | - Томай - Твардица - Улму - Фирладень - Фундул Галбеней - Хынчешты - Хородка - Чадыр-Лунга - Чету - Чоара - Чучулень - Ярга |

### Международные
| Румыния: - Брашов - Бухарест - Клуж-Напока - Констанца - Мангалия - Орадя | - Пятра-Нямц - Себеш - Сучава - Тимишоара - Тыргу-Муреш - Яссы | Болгария: - София Германия: - Бремен - Пфорцгейм Россия: - Москва | Украина: - Вилково - Килия - Одесса - Рени Чехия: - Прага Греция: - Афины |

### Транзитные
- Бельцы —  Бохум
- Бельцы — Вулканешты
- Бельцы —  Измаил
- Бельцы —  Рени
- Бельцы —  Сибиу
- Бендеры — Кагул
- Оргеев —  Пятра-Нямц
- Сороки — Кагул
- Тирасполь —  Берлин